# Non-répudiation
La non-répudiation est le fait de s'assurer qu'un contrat, notamment un contrat signé via internet, ne peut être remis en cause par l'une des parties. Dans l'économie globale actuelle, où les parties ne peuvent souvent pas être face à face pour signer un contrat, la non-répudiation devient extrêmement importante pour le commerce en ligne.
Dans le domaine de la sécurité des systèmes d'information, la non-répudiation signifie la possibilité de vérifier que l'envoyeur et le destinataire sont bien les parties qui disent avoir respectivement envoyé ou reçu le message. Autrement dit, la non-répudiation de l'origine prouve que les données ont été envoyées, et la non-répudiation de l'arrivée prouve qu'elles ont été reçues.
Généralement, il est admis par la communauté que la non-répudiation peut être atteinte seulement en utilisant la technologie du certificat électronique. En effet cette technologie permet de prouver l'identité d'une personne par la possession de sa propre clé privée. La protection de cette clé devient alors une préoccupation pour l'utilisateur. Celui-ci peut utiliser des authentificateurs tel que carte à puce ou Token USB, etc.
Les méthodes traditionnelles comme les scellés ou les signatures peuvent être contrefaits. Les transactions numériques sont également exposées à la fraude, par exemple quand un système informatique est compromis par un cheval de Troie ou infecté par un virus. Les parties peuvent invoquer une telle irrégularité pour remettre en cause une transaction.